# Итажи
Итажи (порт. Itagi)  —  муниципалитет в Бразилии, входит в штат Баия. Составная часть мезорегиона Юго-центральная часть штата Баия. Входит в экономико-статистический микрорегион Жекие. Население составляет 14 684 человека на 2006 год. Занимает площадь 303,462 км². Плотность населения — 48,4 чел./км².

## Статистика
- Валовой внутренний продукт на 2003 год составляет 34 927 093,00 реалов (данные: Бразильский институт географии и статистики).
- Валовой внутренний продукт на душу населения на 2003 год составляет 2382,64 реала (данные: Бразильский институт географии и статистики).
- Индекс развития человеческого потенциала на 2000 год составляет 0,586 (данные: Программа развития ООН).